# 아프리카흰이땃쥐류
아프리카흰이땃쥐류는 진무맹장목의 땃쥐과를 구성하는 3개의 아과 중의 하나인 아프리카흰이땃쥐아과(Myosoricinae) 포유류를 두루 일컫는 말이다. 땃쥐과의 나머지 아과는 흰이땃쥐아과와 붉은이땃쥐아과이다. 사하라사막 이남의 아프리카에서만 발견되기 때문에 아프리카흰이땃쥐로 불린다.

## 하위 속
3속 20여 종으로 이루어져 있다.
- 콩고땃쥐속 (Congosorex) - 3종
- 쥐땃쥐속 (Myosorex) - 15종
- 아프리카두더지땃쥐속 (Surdisorex) - 3종